# Centre d'Intel·ligència de les Forces Armades
El Centre d'Intel·ligència de les Forces Armades (en castellà: Centro de Inteligencia de las Fuerzas Armadas, CIFAS) és un òrgan auxiliar d'intel·ligència militar del cap de l'Estat Major de la Defensa (JEMAD), integrat en l'estructura orgànica de l'Estat Major de la Defensa, que té com a funció facilitar al JEMAD, al Ministeri de Defensa i al president del Govern la informació sobre situacions de risc i crisi procedents de l'exterior. Al seu càrrec es troba un cap amb rang de general.
És un òrgan únic i conjunt de les Forces Armades d'Espanya en matèria d'intel·ligència militar, dirigeix els sistemes d'intel·ligència i guerra electrònica, mantenint els centres d'intel·ligència de l'Exèrcit de Terra, de l'Armada i l'Exèrcit de l'Aire, dependència funcional respecte al CIFAS.
Entre les seves obligacions es troben:
- Proporcionar als caps d'Estat Major dels Exèrcits informació per al desenvolupament de les seves funcions en missions en temps de pau.
- Proporcionar al Cap de l'Estat Major de la Defensa (JEMAD) la intel·ligència militar precisa per a la direcció de les operacions i disseny d'estratègia.
- Coordinar la seva tasca amb l'Estat Major de la Defensa i la seva Caserna General.
- Ser òrgan complementari d'intel·ligència militar del Centre Nacional d'Intel·ligència, amb qui es coordinarà a través del Pla Conjunt d'Intel·ligència Militar.
- Col·laborar amb les estructures d'intel·ligència de les organitzacions internacionals de les quals Espanya formi part i amb les dels països aliats.[2]

## Directors
- General de brigada Valentín Martínez Valero (Fundació en 2005–2008) (ET)
- Tinent general Miguel Romero López (2008–2011) (EA)
- Vicealmirall Juan Antonio Cuadrillero Pinilla (2011–2013) (Armada)
- General de divisió Francisco José Gan Pampols (2013–2017) (ET)
- General de divisió Francisco Rosaleny Pardo de Santayana (2017-2019) (ET)
- General de divisió Antonio Romero Losada (2019-) (ET)[3]